# Holonevîci, Kiverți
Holonevîci (în ucraineană Холоневичі) este localitatea de reședință a comunei Holonevîci din raionul Kiverți, regiunea Volînia, Ucraina.

## Demografie
Componența lingvistică a localității Holonevîci
     Ucraineană (100%)
Conform recensământului din 2001, toată populația localității Holonevîci era vorbitoare de ucraineană (100%).